# Dajaé
Dajaé (eigentlich Karen Gordon, * in Chicago, Illinois) ist eine amerikanische R&B- und House-Sängerin, Singer-Songwriterin und Musikproduzentin.

## Biografie
Gordon sang mehrere Jahre in verschiedenen Soulbands und veröffentlichte einige erfolglose Singles unter ihrem wirklichen Namen, bevor sie 1992 als Dajaé auf der Single Brighter Days, einem Feature mit dem Produzenten Cajmere, zu hören war. Das Lied stieg 1993 auf Platz 2 der Billboard Dance Music/Club Play Singles.
Auch in den folgenden Jahren arbeiteten die beiden Musiker miteinander, so schrieb und produzierte Cajmere u. a. Dajaés 1993er Single U Got Me Up (Platz 19 der US-Dance-Charts), fertigte 1994 Remixe ihrer Lieder Is It All Over My Face (Platz 5 der US-Dance-Charts) und Day by Day (Platz 1 der US-Dance-Charts) an und war als Songwriter und Produzent an der Single Fakes & Phonies (Platz 22 der US-Dance-Charts) beteiligt.
Einen internationalen Charthit hatte Dajaé 1997 als Teil der B-Crew, zu der außerdem Barbara Tucker, Erick Morillo, Moné und Ultra Naté gehörten. Der Track Partay Feeling stand eine Woche auf Platz 45 der UK-Charts und erreichte Platz 28 der Dance Music/Club Play Singles. Das von Dajaé für Junior Sanchez eingesungene B with U stieg im Oktober 1999 auf Platz 31 der englischen Hitparade.
Zwei weitere kleine Charterfolge waren Time mit E-Smoove (2000) und What Do You Want? mit Full Intention (2001). In den folgenden Jahren erschienen diverse Solo-Singles und Features, ein Charterfolg stellte sich jedoch nicht mehr ein.

## Diskografie

### Alben
- 1994: Higher Power
- 1997: Cajmere Classics Vol. 1 (Brighter Days) (Cajmere feat. Dajaé, Kompilation)

### EP
- 1993: U Got Me Up / Brighter Days

### Singles
- 1990: Rated X (Re-Make) (als Karen Gordon)
- 1991: Ring My Bell (als Karen Gordon)
- 1992: Spread Some Love (als Karen Gordon)
- 1992: Brighter Days (Cajmere feat. Dajaé)
- 1993: U Got Me Up
- 1994: Is It All Over My Face
- 1995: Day by Day
- 1996: Fakes & Phonies
- 1997: Partay Feeling (B Crew feat. Barbara Tucker, Dajaé, Ultra Naté und Moné)
- 1998: Heaven Knows (Pound Boys feat. Dajaé und Earl Bennett)
- 1999: B with U (Junior Sanchez feat. Dajaé)
- 2000: Who Done It???
- 2000: Time (feat. E-Smoove)
- 2001: What Do You Want (mit Full Intention)
- 2001: Everyday My Life
- 2002: Searchin’ (CR Project Mixes) (Harrison Crump feat. Dajaé)
- 2007: Mary Mary (Grand High Priest feat. Dajaé)
- 2007: Tonight (mit Bernard Badie)
- 2008: Dreams (Bobby & Steve feat. Dajaé)
- 2009: We’ve Got the Power (DJ Pierre feat. Dajaé)